# 北象海豹
北象鼻海豹（学名：Mirounga angustirostris）是兩種象鼻海豹之一，屬於海豹科。牠們是兩性異形的，雄象鼻海豹平均長4米及重2300公斤，而雌象鼻海豹則長3米及重640公斤。牠們是高度一夫多妻制的，一頭雄性可以在一季內令多達50頭雌性受孕。

## 特徵
成年或幼生的北象海豹都是無毛的，脫皮前呈黑色。脫皮後一般都呈銀色至深灰色漸變成黃褐色。成年雄性的頸部無毛，胸部有粉紅色、白色及淺褐色的斑點。
北象海豹黑色的眼睛大又圓。眼睛的闊度顯示牠們主要是以視覺來獵食。就像其他的海豹般，北象海豹有萎縮的後肢，成為尾巴及尾鰭的一部份。每一隻腳都有五隻有蹼的腳趾。這對靈活的腳可以用來推水。胸鰭則很少用來游泳。後肢並不適合在陸上運動，北象海豹會用鰭來支撐及推動身體。牠們能夠在短距離內走得很快，速度達至每小時8公里。
北象海豹細小的靜脈圍繞動脈來獲得熱量，故使牠們能適應寒冷的氣候。

## 分佈及棲息地

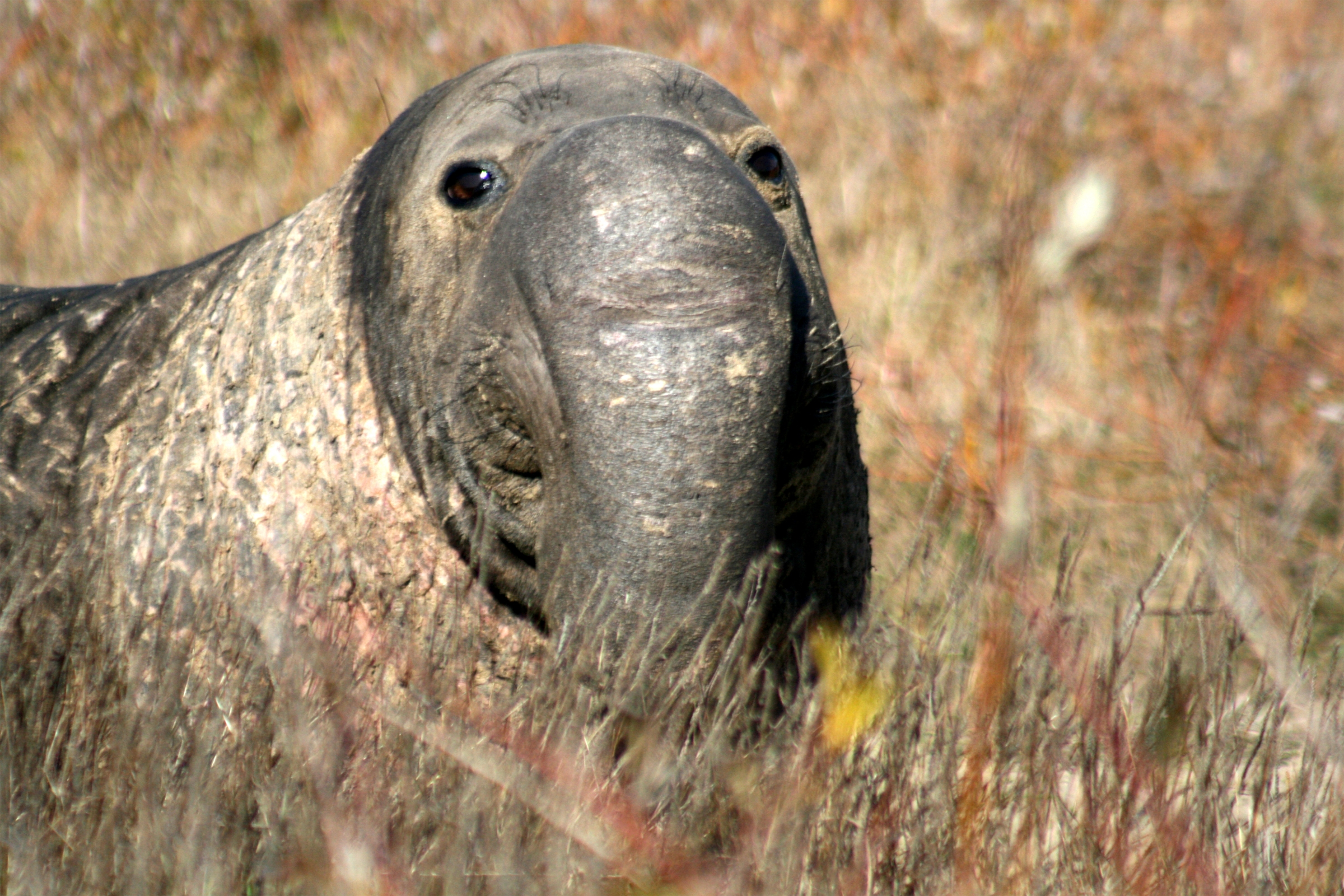
雄性北象海豹。

北象海豹生活在太平洋東部，北至阿拉斯加及英屬哥倫比亞，南至加利福尼亞州及下加利福尼亞州沿岸。牠們會在南方繁殖、生育及脫皮。雖然牠們在遠洋區的棲息處覆蓋甚廣，但牠們只會在七個主要的地方繁殖，其中四個是在加利福尼亞州對出的海島。牠們在加利福尼亞灣的數量有上升的趨勢。牠們會在新年州立保留地、皮埃得拉斯·布蘭卡斯及莫洛灣州立公園出沒。

## 歷史及保育
於1700年代初，北象海豹因其鯨脂而被大量獵殺至滅絕的邊緣，到了19世紀末，就只餘下100-1000頭北象海豹。牠們避難至墨西哥的瓜達盧普島，並受到墨西哥政府的保護。自20世紀初，牠們在墨西哥及美國都受到法律的保護。後來在美國得到更強硬的方式保護，其數量終上升至超過10萬頭。

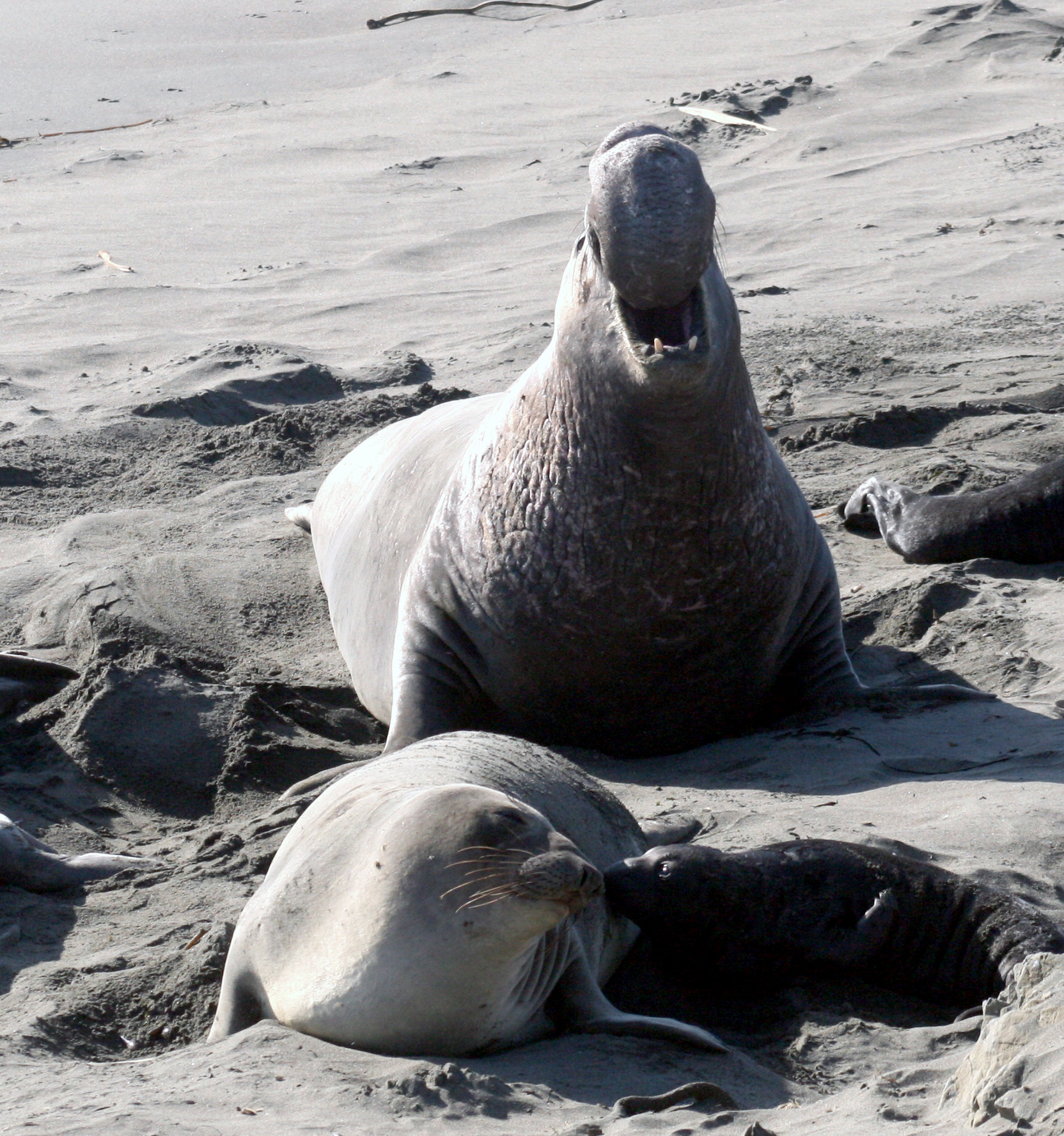
雄性象海豹（上）、雌性及幼象海豹（下）。

現存的北象海豹出現了人口瓶頸，很易受到疾病及污染的影響。在加利福尼亞州，北象海豹的數量每年上升約25%，且有新的族群出現。但是，牠們的數量卻受到厄爾尼諾現象及期後的氣候所影響。
北象海豹在加利福尼亞州的數量在過往半個世紀大幅上升。例如在新年州立保留地，1950年代以前未有見到牠們，到了1960年代見到第一頭北象海豹後，現時每年有超過1000頭在此地出生。

## 覓食及行為

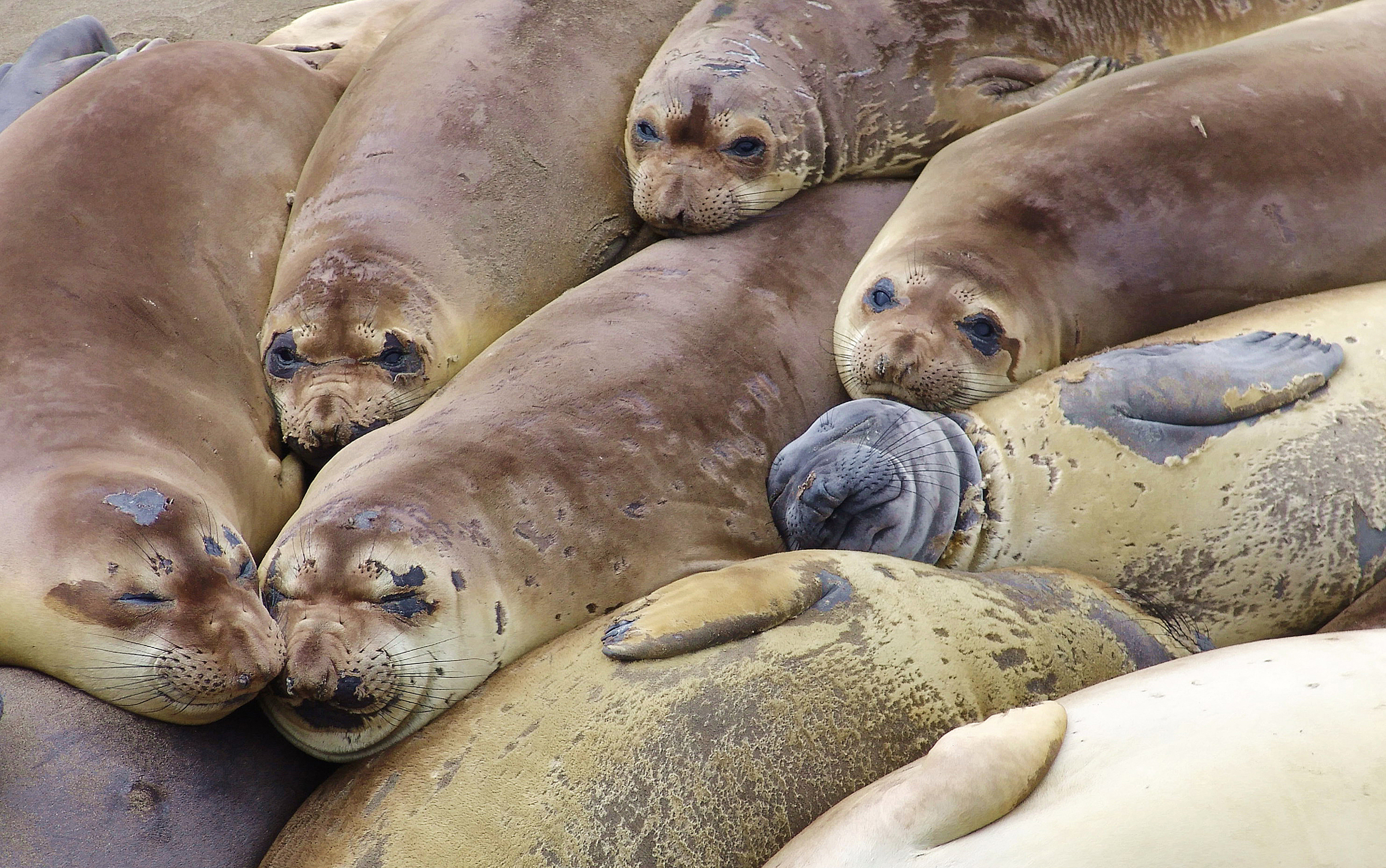
正在脫皮的大群雌北象海豹。

北象海豹會吃超過30種的魚類及頭足類，包括魷魚、八爪魚、盲鰻、鼠鯊及細小的鯊魚。牠們是日間活動的，並在遠洋區覓食，可以在水中一段很長的時間。牠們可以潛入深至300-800米的水底，雄性最深可以潛達1500米。牠們很少會在水深少於200米的地方覓食。牠們潛水的時間算為長，雄性平均約20分鐘，雌性則較短，每次潛水之間須休息約3分鐘。最深的紀錄是由一頭雌性所保持，用了119分鐘潛入達1603米。雖然牠們在陸地上多達成千頭，但牠們在水中很多時都是獨行的。北象海豹是大白鯊及殺人鯨的獵物。於春末至冬初，北象海豹會將大量食物儲存為鯨脂，準備在地上過冬。
北象海豹在夏天會進行一次脫皮，時間達1個月之久，期間會脫去大部份的毛皮及皮膚。牠們會在海灘上保持體溫，直至新的毛皮長成。

## 生命週期

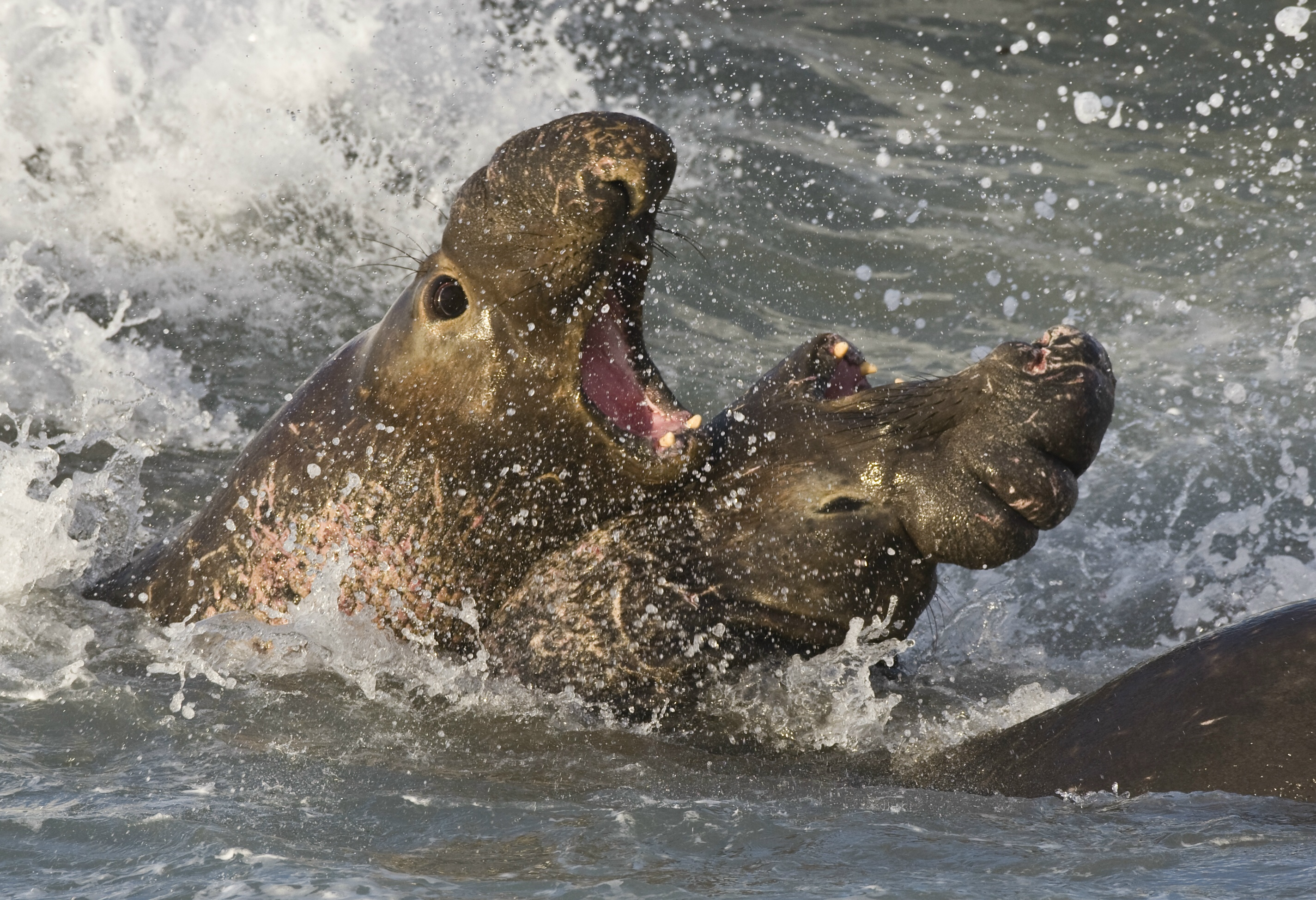
正在打鬥的雄性北象海豹。

北象海豹於12月及1月會回到陸上的棲息地交配，雄性會先到達。牠們會回到一些島嶼上的海灘，或較偏遠的大陸地方。這些地方可以提供保護，免受風暴及高浪的影響。雄性之間會進行打鬥，以確定牠們領主的身份。牠們並不會打死對方，但仍會打至遍體鱗傷。
當雄性確保牠們的地位後，雌性就會到達，並會選擇自己的配偶。牠們是一夫多妻制的，一頭雄性一般會與30-100頭雌性交配。打鬥失敗的雄性會在群族的邊緣徘徊，嘗試與雌性交配，但會與雄性產生磨擦。一隻成功的雄性一生中可以與超過500頭雌性交配，但大部份雄性卻從未交配。一隻雌性一生中可以產下約10隻幼北象海豹。
雄性到達岸邊時會絕食約3個月，雌性則會絕食5個星期來交配及哺養幼北象海豹。妊娠期約為11個月。幼北象海豹約需4星期來哺養，之後會突然斷奶，兩個月後就可以出海。

## 外部連結
- Marine Mammal Center - Northern Elephant Seal（页面存档备份，存于）
- Taxonomy of elephant seals
- Animal Diversity Web（页面存档备份，存于）
- Jaap's Marine Mammal Pages
- Friends of elephant seals（页面存档备份，存于）
- Elephant Seal Research Group